# Conventional Weapons
Conventional Weapons – album kompilacyjny amerykańskiego zespołu rockowego My Chemical Romance, wydany od 30 października 2012 roku do 5 lutego 2013 roku jako seria pięciu singli po dwa utwory każdy. Zostały one nagrane w 2009 roku. Kompilacja została oficjalnie zapowiedziana 14 września 2012 roku i jest to ostatni oficjalnie wydany materiał nagrany w studiu przed zakończeniem działalności zespołu w 2013 roku.

## Lista utworów
Opracowano na podstawie materiału źródłowego:.
| Number One | Number One         | Number One |
| Nr         | Tytuł utworu       | Długość    |
| ---------- | ------------------ | ---------- |
| 1.         | „Boy Division”     | 2:55       |
| 2.         | „Tommorow’s Money” | 3:16       |
|            |                    | 6:11       |

| Number Two | Number Two   | Number Two |
| Nr         | Tytuł utworu | Długość    |
| ---------- | ------------ | ---------- |
| 1.         | „AMBULANCE”  | 3:52       |
| 2.         | „Gun.”       | 3:39       |
|            |              | 7:31       |

| Number Three | Number Three                 | Number Three |
| Nr           | Tytuł utworu                 | Długość      |
| ------------ | ---------------------------- | ------------ |
| 1.           | „The World is Ugly”          | 4:54         |
| 2.           | „The Light Behind Your Eyes” | 5:12         |
|              |                              | 10:06        |

| Number Four | Number Four     | Number Four |
| Nr          | Tytuł utworu    | Długość     |
| ----------- | --------------- | ----------- |
| 1.          | „Kiss the Ring” | 3:09        |
| 2.          | „Make Room!!!!” | 3:42        |
|             |                 | 6:51        |

| Number Five | Number Five           | Number Five |
| Nr          | Tytuł utworu          | Długość     |
| ----------- | --------------------- | ----------- |
| 1.          | „Surrender the Night” | 3:27        |
| 2.          | „Burn Bright”         | 4:17        |
|             |                       | 7:44        |